# Atrak
L'Atrak ou Atrek (en persan : اترک) est un fleuve qui prend sa source dans les montagnes situées dans la province iranienne du  Khorasan Nord. Son cours mesure 669 km de long. Le fleuve termine sa course dans la mer Caspienne en formant un delta marécageux sur sa rive sud-est. Une partie de son cours matérialise la frontière entre l'Iran et l'ancienne république soviétique du Turkménistan et a permis de cloisonner la région durant la guerre froide. Un traité signé en 1926 entre l'Iran et le Turkménistan stipule que le Turkménistan reçoit environ 50 % du débit total moyen de l'Atrak. Le fleuve possède un régime pluvio-nival avec une période des hautes eaux au printemps. Une bonne partie des eaux du fleuve servent à l'irrigation des terres si bien que les eaux du fleuve ne parviennent jusqu'à la mer que durant les périodes de crue. Le débit moyen du fleuve à kyzil-Atrek est de 9,2 m3/s. Son principal affluent est le Sumbar (sur sa rive droite).